# Medicosma gracilis
Medicosma gracilis är en vinruteväxtart som beskrevs av Thomas Gordon Hartley. Medicosma gracilis ingår i släktet Medicosma och familjen vinruteväxter. Inga underarter finns listade i Catalogue of Life.